# Antología de Fernando Pessoa
Antología de Fernando Pessoa es un libro sobre poemas del escritor portugués Fernando Pessoa cuya selección, traducción y prólogo es de Octavio Paz. La primera edición española es de 1985.
Nora Mitrani, amiga de Paz le dio a conocer la poesía de Pessoa, al poeta mexicano le entusiasmó y comenzó una pasión: Esa pasión es el origen de este pequeño libro. Mis traducciones no son trabajo de erudición sino el fruto espontáneo, tal vez un poco agrio, del fervor.
- Datos: Q5697448